# 中島諒人
中島諒人（なかしま まこと、1966年－）は、日本の演出家。
1984年に鳥取県立鳥取東高等学校卒業後、東京大学法学部に進学し、劇団ジンジャントロプスボイセイ（1994年設立）を主宰、演出家として活躍している。Shizuoka春の芸術祭2002、かなざわ国際演劇祭2002などに参加。2004年韓国独立演劇祭に招聘されている。利賀演出家コンクール2003最優秀演出家賞受賞。2006年より鳥の劇場として鳥取県鳥取市で活動を始めた。
2010年、芸術選奨新人賞（芸術振興部門）受賞。